# Stefano Modena
Stefano Modena (12 de maig del 1963 a Mòdena, Emília-Romanya) fou un pilot de curses automobilístiques italià que va arribar a disputar curses de Fórmula 1.
Stefano Modena va debutar a la setzena i última cursa de la temporada 1987 (la 38a temporada de la història) del campionat del món de la Fórmula 1, disputant el 15 de novembre del 1987 el G.P. d'Austràlia al circuit d'Adelaida.
Va participar en un total de vuitanta-una curses puntuables pel campionat de la F1, disputades en sis temporades consecutives (temporada 1987 - 1992), aconseguint una segona posició com millor classificació en una cursa i assolí disset punts pel campionat del món de pilots.

## Resultats a la Fórmula 1
| Any  | Equip                     | Xassís   | Motor    | 1       | 2       | 3       | 4       | 5       | 6         | 7       | 8       | 9       | 10      | 11      | 12      | 13      | 14      | 15      | 16      | Posició | Punts |
| ---- | ------------------------- | -------- | -------- | ------- | ------- | ------- | ------- | ------- | --------- | ------- | ------- | ------- | ------- | ------- | ------- | ------- | ------- | ------- | ------- | ------- | ----- |
| 1987 | Motor Racing Developments | Brabham  | BMW      | BRA     | SMR     | BEL     | MON     | E.USA   | FRA       | GBR     | ALE     | HUN     | AUT     | ITA     | POR     | ESP     | MEX     | JAP     | AUS Ret | -       | 0     |
| 1988 | EuroBrun Racing           | EuroBrun | Cosworth | BRA Ret | SMR 12  | MON     | MEX     | CAN 12  | E.USA Ret | FRA 14  | GBR 12  | ALE Ret | HUN 11  | BEL NVQ | ITA NVQ | POR NVQ | ESP 13  | JAP NVQ | AUS Ret | -       | 0     |
| 1989 | Motor Racing Developments | Brabham  | Judd     | BRA Ret | SMR Ret | MON 3   | MEX 10  | USA Ret | CAN Ret   | FRA Ret | GBR Ret | ALE Ret | HUN 11  | BEL Ret | ITA     | POR 14  | ESP Ret | JPN Ret | AUS 8   | 16      | 4     |
| 1990 | Motor Racing Developments | Brabham  | Judd     | USA 5   | BRA Ret |         |         |         |           |         |         |         |         |         |         |         |         |         |         | 16è     | 2     |
| 1990 | Motor Racing Developments | Brabham  | Judd     |         |         | SMR Ret | MON Ret | CAN 7   | MEX 11    | FRA 13  | GBR 9   | ALE Ret | HUN Ret | BEL 17  | ITA Ret | POR Ret | ESP Ret | JPN Ret | AUS 12  | 16è     | 2     |
| 1991 | Braun Tyrrell Honda       | Tyrrell  | Honda    | USA 4   | BRA Ret | SMR Ret | MON Ret | CAN 2   | MEX 11    | FRA Ret | GBR 7   | ALE 13  | HUN 12  | BEL Ret | ITA Ret | POR Ret | ESP 16  | JPN 6   | AUS 10  | 8è      | 10    |
| 1992 | Sasol Jordan Yamaha       | Jordan   | Yamaha   | SUD NVQ | MEX Ret | BRA Ret | ESP NVQ | SMR Ret | MON Ret   | CAN Ret | FRA Ret | GBR Ret | ALE NVQ | HUN Ret | BEL 15  | ITA NVQ | POR 13  | JPN 7   | AUS 6   | 17è     | 1     |

### Resum
| Curses: | Victòries: | Pòdiums: | Poles: | Voltes ràpides: | Punts: |
| ------- | ---------- | -------- | ------ | --------------- | ------ |
| 81 (70) | 0          | 2        | 0      | 0               | 17     |